# فرودگاه بین‌المللی ژنرال لئوباردو رویز
فرودگاه بین‌المللی ژنرال لئوباردو رویز (به انگلیسی: General Leobardo C. Ruiz International Airport) یک فرودگاه همگانی مسافربری با کد یاتا ZCL است که یک باند فرود آسفالت دارد و طول باند آن ۳۰۰۰ متر است. این فرودگاه در کشور مکزیک قرار دارد و در ارتفاع ۲۱۷۷ متری از سطح دریا واقع شده‌است.